# ويليام إدوين فرانكلين
ويليام إدوين فرانكلين (بالإنجليزية: William Edwin Franklin)‏ هو كاهن كاثوليكي أمريكي، ولد في 3 مايو 1930 في بارنيل في الولايات المتحدة.